# Echium wildpretii
Echium wildpretii е ендемично тревисто двугодишно растение от семейство Грапаволистни.

## Разпространение
Растението е ендемит от остров Тенерифе. Среща се основно по склоновете на вулканичния масив Тейде. Расте в субалпийската зона на вулкана. Обича много слънчева светлина, издържа на засушаване и замръзване до −15˚С.

## Описание
В първата година от своето развитие израства под формата на плътна листна розетка. Листата са сиво-зелени, леко овласени, линейни. През втората година израстват съцветия с височина от 1 до 3 m. Стъблата са неовласени, цветовете са розово-червени на цвят. Цъфти от края на пролетта до началото на лятото.

## Значение за човека
Видът може да се използва за градинска украса, но не понася продължителни ниски температури. Ценно медоносно растение предпочитано от пчеларите поради това, че произвежда голямо количество прашец и нектар.